# 维亚切斯拉夫·什特罗夫
维亚切斯拉夫·阿纳托利耶维奇·什特罗夫（俄语：Вячесла́в Анато́льевич Штыро́в，1953年5月23日—），俄羅斯商人、政治家。
什特罗夫於1975年進入鑽石礦巨頭埃罗莎工作，1996年至2002年期間執掌埃罗莎。根據2004年的一則報導，他持有該集團0.14%的股權。他曾於1993年至1994年期間擔任過薩哈共和國總理。2002年，他當選薩哈共和國第二任總統，後於2010年卸任。2010年至2014年，他擔任俄羅斯聯邦委員會副主席。